# Ifrikya FM
Ifrikya FM (l'africaine FM en français), est une radio publique algérienne qui a été inaugurée le 3 mai 2023 à Alger, à l'occasion de la Journée mondiale de la liberté de la presse. 
Son objectif est de donner la parole aux auditeurs africains, avec le slogan « La voix africaine ». Cette station de radio n'a aucun lien structurel avec la radio algérienne, et son premier directeur est Mohamed Sayem.

## Histoire
À l'occasion de la Journée mondiale de la liberté de la presse, une cérémonie officielle a été organisée à Alger par la radio algérienne. La cérémonie s'est tenue à l'hôtel Mariott de Bab Ezzouar, en présence des ministres de la Communication et des Affaires religieuses ainsi que de journalistes.
Le ministre de la Communication, Mohamed Bouslimani, a souligné lors de cette cérémonie l'importance de la diversité du paysage médiatique en Algérie. Il a notamment mentionné le lancement récent de nouvelles chaînes de télévision thématiques qui ont renforcé le paysage médiatique, ainsi que le lancement d'une nouvelle station de radio consacrée aux questions africaines, qui contribuera à élargir le choix des auditeurs et à répondre à leurs besoins d'information.
Il a aussi déclaré que la station de radio abordera toutes les questions relatives à la politique, au sport et à la culture avec les Africains.
Dans le débat organisé par le président Abdelmajid Tebboune avec les représentants de la presse algérienne au CIC d'Alger et diffusé le 6 mai 2023, le directeur de AL24 News Samir Agar a évoqué que le président avait initié la création de cette radio il y a 23 ans, à l'occasion des assises de la presse francophone en 2000 entre le 3 et le 6 mai à Alger, alors qu'il était encore ministre de la communication et de la culture. Il avait évoqué la nécessité de créer une radio africaine pour défendre les intérêts des Africains, mais son idée à l'époque n'était pas vraiment considérée par le régime.
En février 2024, la radio organise son premier forum réunissant des professionnels des médias, des chercheurs et des universitaires. L'objectif était de discuter des défis et des opportunités liés à l'évolution de l'agenda médiatique africain et de promouvoir une représentation équilibrée des voix africaines dans les médias du continent. Les participants ont abordé des sujets tels que la domination des médias occidentaux, le rôle des nouveaux médias et les stratégies pour accroître l'influence des médias africains.

## Correspondants
Ifrikiya FM a mis en place un réseau de onze correspondants dans neuf pays, à savoir le Soudan, le Tchad, le Niger, le Mali, la Mauritanie, le Burkina Faso, la Libye, la République centrafricaine et le Sahara occidental.

## Diffusion
Ifrikya FM diffuse ses programmes en 5 langues, en français (60 %), en arabe (30 %), en targui, en bambara et en haoussa, la station prévoit de diffuser également en peul, en swahili, en wolof et dans d'autres langues africaines à l'avenir, ce qui représente un défi qu'elle compte relever.
En Algérie, Ifrikya FM est disponible sur la bande FM à Alger (105.6) et à Tamanrasset (98.4). La station est également présente sur les ondes courtes (SW) et sur le satellite AlcomSat. La nouvelle radio diffuse en continu 24 heures sur 24 et produit 19 heures de programmes. Ifrikya FM est la deuxième radio algérienne internationale après la Radio Algérie Internationale (RAI), qui diffuse dans quatre langues (arabe, anglais, français et espagnol).

## Programmes
- Tempo Ifrikiya (100% musique africaine)

## Objectifs
L'objectif de cette Radio est de contribuer au développement du continent en diffusant des programmes éducatifs, informatifs et culturels. La station s'appuie sur une équipe de jeunes professionnels motivés et talentueux pour produire et diffuser ses programmes.